# 東京國際動畫博覽會

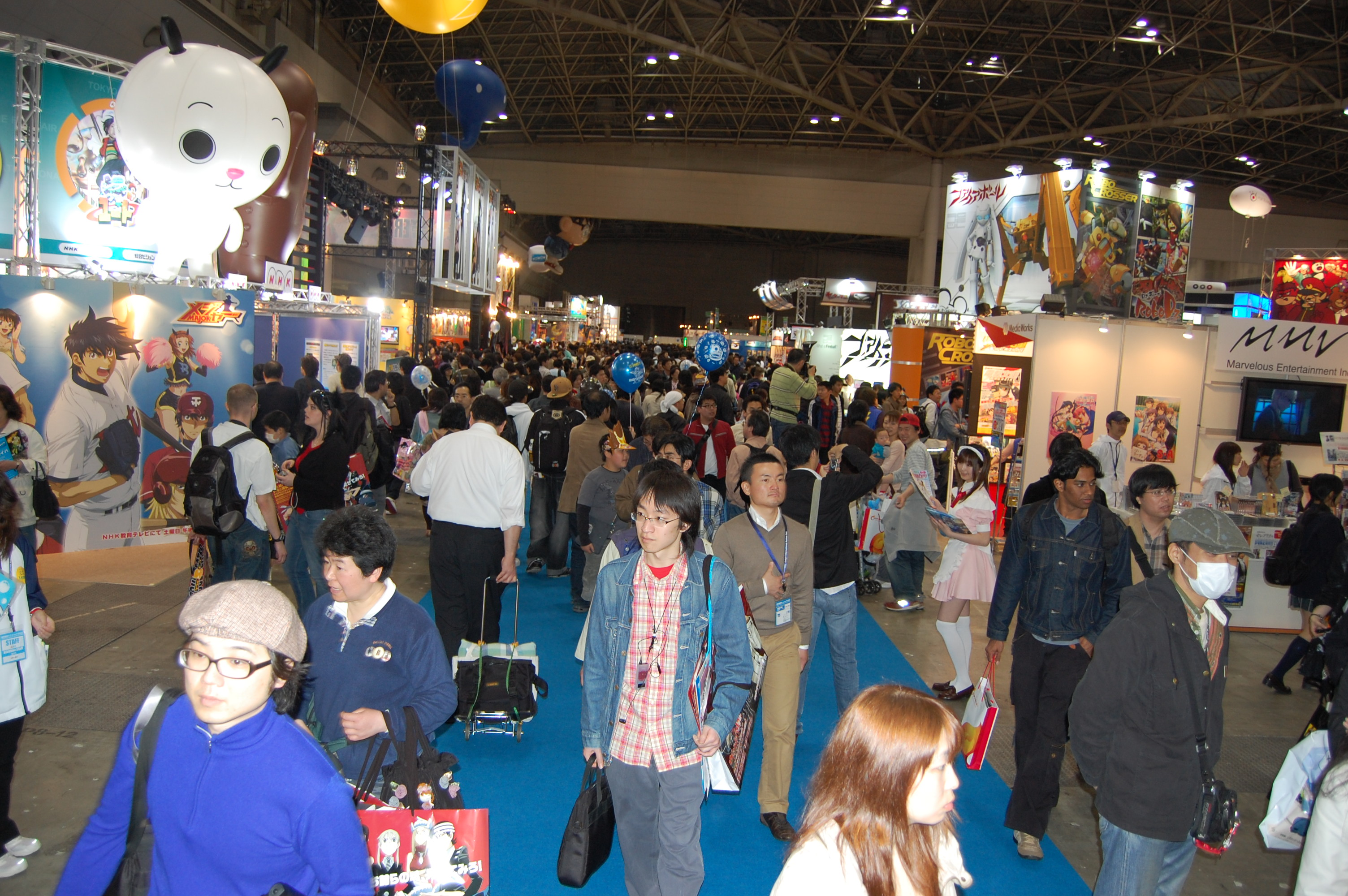
2008年的其中一個展館

東京國際動畫博覽會（日語：東京国際アニメフェア），是每年3月底左右在東京國際展示場舉辦的動畫界最大的活動。

## 概要
東京國際動畫博覽會實行委員會【東京都日本動畫協會為首的動畫事業者團體構成】主辦。實行委員會委員長為東京都知事石原慎太郎。
主要以關東地區動畫廠商活動營利為主的大型商業活動。東京動畫展覽一年一度於春季時期所舉辦。由於有各公司（包含學校）參加，場內會設置活動舞台，觀眾入場必需購買場券門票。內場有當年度新動畫廠商進駐、人氣聲優為新番的造勢活動、熱門動畫周邊商品販售、以及新動畫搶先預告片播送，還有海外動畫的攤販參與。
第1屆2002年以「新世紀東京國際動畫博覽會21」的名稱召開，自第2屆開始加上公元紀年，如「東京國際動畫博覽會2003」。
2011年度的博覽會隨著《東京都青少年健全育成條例》修訂案獲得正式通過，多達十數間參展商（包括漫畫十社會中的角川書店、集英社、小學館、講談社、少年畫報社、新潮社 、秋田書店、白泉社、雙葉社、LEED社）為表達不滿而杯葛此項國際盛事，並另行籌辦動畫內容博覽會。對此，日本首相菅直人發言：「培養青少年是重要的課題，同時，對世界傳達日本動畫的信息也是十分重要。希望有關人員要努力，不要讓國際動畫展不能開幕。」
然而在2011年3月11日日本發生東北地方太平洋近海地震，嚴重影響日本國內，官方考慮地震災害、區內停電、交通、安全等因素，3月16日於官方網站宣布2011年度的動畫展會全面停辦，並且會安排退票。動畫內容博覽會也於3月17日宣佈因相同原因而停辦
2012年，「東京國際動畫博覽會2012」和第一屆動畫內容博覽會同期舉行，由於多家出版社的杯葛，該年「東京國際動畫博覽會」的入場人數及攤位數皆大幅縮水。
2014年，動畫內容博覽會跟東京國際動畫博覽會合併，並在東京都舉辦第一屆『AnimeJapan』。

## 外部連結
- （日語）官方網站 （页面存档备份，存于）